# Breagyps
Breagyps es un género extinto de aves de la familia Cathartidae.